# Henri Debehogne
Henri Debehogne (Maillen, 30 december 1928 – Ukkel, 6 december 2007) was een Belgisch astronoom die zijn hele leven lang gewijd heeft aan het onderzoek van planetoïden. Hij trad hiermee in het spoor van Sylvain Arend. In 1963 trad hij in dienst van de Koninklijke Sterrenwacht. Het grootste deel van zijn waarnemingen heeft hij vanuit het La Silla Observatorium in Chili verricht. In 1993 ging hij met pensioen maar verrichtte ook daarna op vrijwillige basis metingen vanuit Ukkel. Hij heeft 743 nieuwe planetoïden ontdekt (waarvan 125 samen met anderen).